# Championnat de Tchécoslovaquie de football 1979-1980
Navigation
Saison précédente Saison suivante
La saison 1979-1980 du Championnat de Tchécoslovaquie de football est la 54e édition du championnat de première division en Tchécoslovaquie. Les seize meilleurs clubs du pays se retrouvent au sein d'une poule unique, la First League, où les formations s'affrontent deux fois, à domicile et à l'extérieur. À l'issue du championnat, les deux derniers du classement sont relégués et remplacés par les deux meilleurs clubs de II. Liga, la deuxième division tchécoslovaque.
C'est le club du FC Banik Ostrava qui termine en tête du classement du championnat, avec cinq points d'avance sur le Zbrojovka Brno et sept sur le FC Bohemians Prague. C'est le 2e titre de champion de Tchécoslovaquie de l'histoire du club, après celui obtenu en 1976.

## Les 16 clubs participants
| - Dukla Prague - Jednota Trencin - Skoda Plzen - SK Slovan Bratislava - FC Bohemians Prague - ZTS Kosice - Dukla Banska Bystrica - FK Inter Bratislava | - Zbrojovka Brno - FC Banik Ostrava - RH Cheb - Promu de II. Liga - Lokomotiva Kosice - Plastika Nitra - Promu de II. Liga - SK Slavia Prague - Spartak Trnava - AC Sparta Prague |

## Compétition

### Classement
Le barème utilisé pour établir le classement est le suivant :
- Victoire : 2 points
- Match nul : 1 point
- Défaite : 0 point

| Rang | Équipe                   | Pts | J  | G  | N  | P  | Bp | Bc | Diff |
| ---- | ------------------------ | --- | -- | -- | -- | -- | -- | -- | ---- |
| 1    | FC Baník Ostrava         | 41  | 30 | 16 | 9  | 5  | 47 | 23 | +24  |
| 2    | Zbrojovka Brno           | 36  | 30 | 15 | 6  | 9  | 59 | 39 | +20  |
| 3    | FC Bohemians Prague      | 34  | 30 | 13 | 8  | 9  | 35 | 35 | 0    |
| 4    | Dukla Prague (T)         | 33  | 30 | 15 | 3  | 12 | 53 | 25 | +28  |
| 5    | FK Inter Bratislava      | 33  | 30 | 12 | 9  | 9  | 33 | 23 | +10  |
| 6    | Plastika Nitra (P)       | 32  | 30 | 14 | 4  | 12 | 50 | 46 | +4   |
| 7    | FC Spartak Trnava        | 32  | 30 | 11 | 10 | 9  | 35 | 35 | 0    |
| 8    | FC Lokomotíva Košice     | 31  | 30 | 12 | 7  | 11 | 40 | 32 | +8   |
| 9    | SK Slavia Prague         | 30  | 30 | 12 | 6  | 12 | 43 | 42 | +1   |
| 10   | AC Sparta Prague (C)     | 30  | 30 | 10 | 10 | 10 | 39 | 42 | -3   |
| 11   | ŠK Slovan Bratislava     | 29  | 30 | 11 | 7  | 12 | 31 | 35 | -4   |
| 12   | RH Cheb (P)              | 28  | 30 | 9  | 10 | 11 | 36 | 43 | -7   |
| 13   | ZŤS Košice               | 26  | 30 | 11 | 4  | 15 | 35 | 42 | -7   |
| 14   | FK Dukla Banská Bystrica | 26  | 30 | 11 | 4  | 15 | 30 | 50 | -20  |
| 15   | Jednota Trenčín          | 20  | 30 | 8  | 4  | 18 | 27 | 63 | -36  |
| 16   | Skoda Plzen              | 19  | 30 | 5  | 9  | 16 | 25 | 43 | -18  |

|  | Qualification pour la Coupe d'Europe des clubs champions 1980-1981                                |
|  | Qualification pour la Coupe des Coupes 1980-1981                                                  |
|  | Qualification pour la Coupe UEFA 1980-1981                                                        |
|  | Relégation en II. Liga                                                                            |
|  | (T) Tenant du titre (C) Vainqueur de la Coupe du Tchécoslovaquie (P) : Promu de deuxième division |

## Bilan de la saison
| Championnat de Tchécoslovaquie de football 1979-1980 |                             |
| Champion                                             | FC Banik Ostrava (2e titre) |
| Coupes et trophées                                   |                             |
| Vainqueur de la Coupe de Tchécoslovaquie 1979-1980   | AC Sparta Prague            |
| Qualifications continentales                         |                             |
| Coupe d'Europe des clubs champions 1980-1981         | FC Banik Ostrava            |
| Coupe des Coupes 1980-1981                           | AC Sparta Prague            |
| Coupe UEFA 1980-1981                                 | Zbrojovka Brno              |
| Coupe UEFA 1980-1981                                 | FC Bohemians Prague         |
| Promotions et relégations                            |                             |
| Promus en I. Liga                                    | Spartak Hradec Králové      |
| Promus en I. Liga                                    | Tatran Presov               |
| Relégués en II. Liga                                 | Jednota Trencin             |
| Relégués en II. Liga                                 | Skoda Plzen                 |